# Tomasz Arciszewski
Tomasz Stefan Arciszewski (* 4. November 1877 in Sierzchowy bei Rawa Mazowiecka, Russisches Kaiserreich; † 20. November 1955 in London) war ein polnischer Politiker und von 1944 bis 1947 Ministerpräsident der Polnischen Exilregierung.

## Leben

### Berufliche und erste politische Tätigkeiten
Der Sohn eines Veteranen des Januaraufstandes von 1863/1864 begann nach dem Besuch der Handelsschulen von Lubań und Radom 1894 eine Tätigkeit als Arbeiter in einer Stahlfabrik in Sosnowiec, einem Zentrum der Schwerindustrieregion von Zagłębie Dąbrowskie.
1896 wurde er Mitglied der 1892 in Paris gegründeten Polnischen Sozialistischen Partei (Polska Partia Socjalistyczna – PPS). Nach der Teilnahme an einem Streik in Zagłębie Dąbrowskie wurde er entlassen und musste wegen seiner politischen Aktivitäten aus Polen fliehen. Zwischen 1898 und 1900 lebte er zunächst in London und dann in Bremen, wo er einer der Führer der „Gesellschaft der Polnischen Exilsozialisten“ (Związku Zagranicznego Socjalistów Polskich) war.
Trotz der Gefahr der Verhaftung durch die zaristische Polizei kehrte Arciszewski im August 1900 nach Polen zurück, wo er kurze Zeit später tatsächlich verhaftet wurde. Nach seiner Freilassung nahm er seine Tätigkeit in der PPS wieder auf, wo er für die Entwicklung von Organisationen und Strukturen in den schwach entwickelten Regionen des Landes zuständig war. In dieser Funktion verbrachte er einige Zeit in Częstochowa, Piotrków Trybunalski sowie in Podlachien.
1904 wurde er Mitglied der Organizacja Bojowa, einer Kampforganisation der PPS für die Befreiung Polens. Als enger Verbündeter von Józef Piłsudski in dieser Zeit wurde er auch Führer der Organisation in Warschau und Organisator einer Reihe von Attentaten und Anschlägen auf hochrangige russische Vertreter. Darüber hinaus nahm er am 26. September 1908 am Überfall auf einen russischen Personen- und Postzug in der Nähe der litauischen Stadt Bezdany teil, dem so genannten „Bezdany-Überfall“ (Akcja pod Bezdanami), bei dem die Kampforganisation rund 200.000 Rubel erbeutete. Nach dem Überfall musste er nach Weichselland fliehen und ließ sich später in Lemberg nieder, wo er der paramilitärischen Geheimorganisation „Union für den bewaffneten Kampf“ (Związek Walki Czynnej) beitrat.
1906 gehörte er dann neben Piłsudski zu den Begründern der Revolutionären Fraktion der PPS (Polska Partia Socjalistyczna – Frakcja Rewolucyjna), die anders als andere Arbeiterbewegungen eine schnelle Unabhängigkeit Polens von Russland forderte. Kurz vor Ausbruch des Ersten Weltkrieges trat er aus der PPS-FR aus und wurde Mitglied der Opposition innerhalb der sozialistischen Bewegung.

### Erster Weltkrieg und Unabhängigkeit Polens

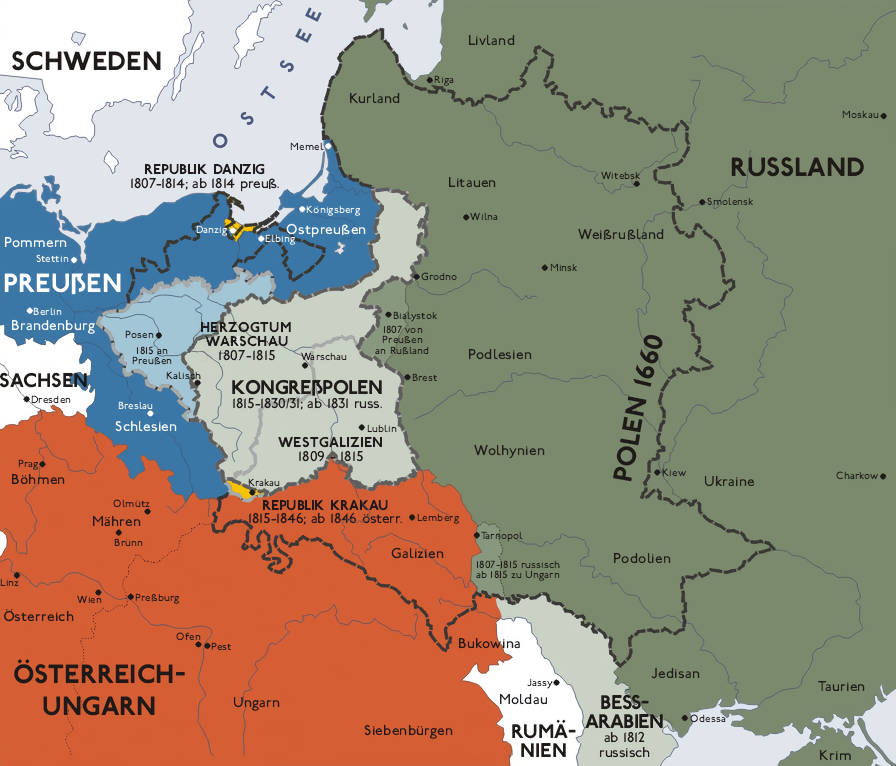
Kongresspolen

Im August 1914 trat er nach Beginn des Ersten Weltkrieges dann in die Polnischen Legionen (Legiony Polskie), wo er mit Auszeichnung im 1. Infanterieregiment der 1. Brigade kämpfte und zum Leutnant befördert wurde. 1915 wurde er dann politischer Delegierter in dem von den Mittelmächten Deutsches Reich und Österreich-Ungarn besetztem Kongresspolen und zugleich einer der Hauptorganisatoren der geheimen Polnischen Militärischen Organisation (POW, polnisch Polska Organizacja Wojskowa).
Nach der Erklärung von Kaiser Wilhelm II. und Kaiser Franz Joseph vom 5. November 1916 und der anschließenden Errichtung des Regentschaftskönigreichs Polen wurde er zum Mitglied des Stadtrates von Warschau gewählt, dem er bis 1934 und dann erneut von 1938 bis 1939 angehörte. In Warschau war er auch Gründer der Gewerkschaft, 1926 Mitgründer und bis zum Kriegsbeginn 1939 auch Vorsitzender der Arbeitervereins der Kinderfreunde (Robotnicze Towarzystwo Przyjaciół Dzieci) sowie Herausgeber der sozialistischen Tageszeitungen „Związkowiec“ und „Jedność Robotnicza“.
Nach dem Zusammenbruch der Mittelmächte gegen Ende des Ersten Weltkrieges wurde er am 7. November 1918 Minister für Arbeit und Soziale Angelegenheiten in der von Ignacy Daszyński gebildeten Provisorischen Regierung der Polnischen Republik. Nach der Unabhängigkeit Polens am 22. November und der Übergabe der Regierungsverantwortung von Daszyński an Jędrzej Moraczewski, wurde er in dessen Kabinett zum Minister für Post und Telegrafie. Dieses Amt übte er bis zum Ende von Moraczewskis Amtszeit am 16. Januar 1919 aus.
Anschließend wurde er zum Abgeordneten des Parlaments, des Sejm, gewählt und war zugleich von 1919 bis 1939 Mitglied des Hauptrates der PPS. Gleichwohl war er Organisator einiger Freiwilligeneinheiten der Arbeiterbewegung und Unterstützer von Sabotageaktionen hinter den russischen Linien während des Polnisch-Sowjetischen Krieges von 1920. Nach dem Ende des Krieges wurde er 1922 erneut zum Abgeordneten des Sejm gewählt, wo er bis 1935 die Interessen der Sozialisten vertrat. Als einer der prominentesten Führer der PPS brach er schrittweise die Zusammenarbeit mit seinem früheren Verbündeten Piłsudski ab, der die sozialistischen Ideen nach der Unabhängigkeit ablehnte. Dadurch wurde er letztlich auch zu einem der Führer der Koalition der Mitte-links-Parteien – Centrolew.

### Zweiter Weltkrieg und Exil
Nach dem Beginn des Überfalls auf Polen und des Zweiten Weltkrieges am 1. September 1939 nahm er als einer der Kommandeure der Freiwilligen Arbeiterbataillone an der Verteidigung von Warschau teil.
Nach der Eroberung Polens durch die Wehrmacht und die Rote Armee ging er in die Untergrundbewegung, wo er am 16. Oktober 1939 zusammen mit Kazimierz Pużak die Polnische Sozialistische Partei – Freiheit, Gleichheit, Unabhängigkeit (PPS – Wolność, Równość, Niepodległość) als geheime Nachfolgerin der PPS der Vorkriegszeit gründete. Arciszewski wurde zugleich bis zum Juli 1944 deren Vorsitzender. Anschließend wurde er Mitglied des Rates der Nationalen Einheit (Rada Jedności Narodowej), dem Parlament des polnischen Untergrundstaates unter dem Vorsitz von Jan Stanisław Jankowski.
Kurz vor dem Ausbruch des Warschauer Aufstandes am 1. August 1944 wurde er jedoch am 26. Juli 1944 im Rahmen einer Luftbrücke innerhalb der „Operation Most III“ aus Polen evakuiert. Anschließend ging er über Kairo ins Exil nach London, wo er einer Kandidaten für das Amt des Exilpräsidenten war. Der damals gewählte Präsident Władysław Raczkiewicz ernannte den unterlegenen Arciszewski dennoch am 7. August 1944 in Abstimmung mit der Verfassung von April 1935 zu seinem potenziellen Nachfolger.

### Ministerpräsident der Exilregierung und Machtverlust nach der Konferenz von Jalta
Im Gegensatz zum Ministerpräsidenten der Exilregierung, Stanisław Mikołajczyk, sah er den aufkommenden Druck seitens der Sowjetunion und Mikołajczyks Bestrebungen nach einem Kompromiss mit Josef Stalin kritisch, weil er die Gefahr einer sowjetisch orientierten unabhängigen Republik Polen sah. Seine eigenen Bemühungen, die alliierten Führer und insbesondere Winston Churchill zu einem Eingreifen in den Warschauer Aufstand zu bewegen, waren jedoch ebenfalls nur wenig erfolgreich.
Dennoch wurde er nach Mikołajczyks Rücktritt aufgrund einer Regierungskrise am 29. November 1944 dessen Nachfolger als Ministerpräsident der Exilregierung. Als solcher befürwortete er die Annexion der gesamten Gebiete Oberschlesiens und Ostpreußens. Doch befürchtete er einen Dauerkonflikt mit den deutschen Nachbarn, der Polen von der Sowjetunion abhängig machen würde, falls das polnische Staatsgebiet bis zur Oder und Görlitzer Neiße ausgedehnt würde. In einem Interview der Londoner „Times“ erklärte er vor der Konferenz von Jalta, zu der die Exilregierung nicht eingeladen war: „Wir wollen den Anschluss Ostpreußens, Oberschlesiens und eines Teils Pommerns. (…) Wir wollen weder Breslau noch Stettin. Wir fordern unsere ethnisch und historisch polnischen Gebiete.“ Seine Forderung nach Wiederherstellung der polnischen Ostgrenze von 1938 führte zum einen zum Bruch mit der britischen Regierung, zum anderen zu einem wenngleich erfolglosen Misstrauensvotum gegen sein Kabinett wegen angeblichen Verrats der polnischen Kriegsziele im Westen.
Während der Konferenz von Jalta bemühte er sich über den US-Präsidenten Franklin D. Roosevelt wieder um bessere Beziehungen zu Großbritannien. Letztlich waren jedoch diese Bemühungen der polnischen Exilregierung erfolglos, da die westlichen alliierten Staaten nach der Erklärung von Jalta die Gebietsaufteilungen sowie die sowjetischen Machtansprüche bezüglich der osteuropäischen Staaten akzeptierten. Dieses führte letztlich zu einem zunehmenden und bald sehr großen Einflussverlust der polnischen Exilregierung sowie zum Entzug der Unterstützung durch Großbritannien und die USA am 6. Juli 1945.
Nach Kriegsende versuchte er laut den Memoiren von General Władysław Anders, seinen Vorgänger Stanisław Mikołajczyk von der Rückkehr nach Warschau abzuhalten. Arciszewski argumentierte, die polnischen Kommunisten würden dessen Eintritt in die neue Regierung an der Weichsel im Ausland als Beleg dafür anführen, dass in Polen echte demokratische Verhältnisse herrschten. Auf diese Weise würde Mikołajczyk die Herrschaft der von Moskau geführten Kommunisten legitimieren; doch dieser ignorierte die Warnungen. In seinem bis zum 2. Juli 1947 amtierenden Kabinett war er zugleich Minister für Arbeit und Wohlfahrt. Nachfolger als Ministerpräsident der polnischen Exilregierung wurde Tadeusz Komorowski.
Später gehörte Arciszewski für die PPS vom 3. August 1954 bis zu seinem Tode neben Władysław Anders und Edward Raczyński dem so genannten Dreierrat (poln. Rada Trzech) an, der sich konstituierte, nachdem der Exilpräsident August Zaleski sein Rücktrittsversprechen von 1947 nach Ablauf der siebenjährigen Amtszeit einzulösen. Ab 1961 unterstützten etwa 80 % der Exilpolen den Dreierrat, der bis 1972 amtierte.

## Verweise